# NGC 7203
NGC 7203 (другие обозначения — PGC 68053, ESO 467-7, MCG -5-52-27) — галактика в созвездии Южная Рыба.
Этот объект входит в число перечисленных в оригинальной редакции «Нового общего каталога».